# Andreas Aigmüller

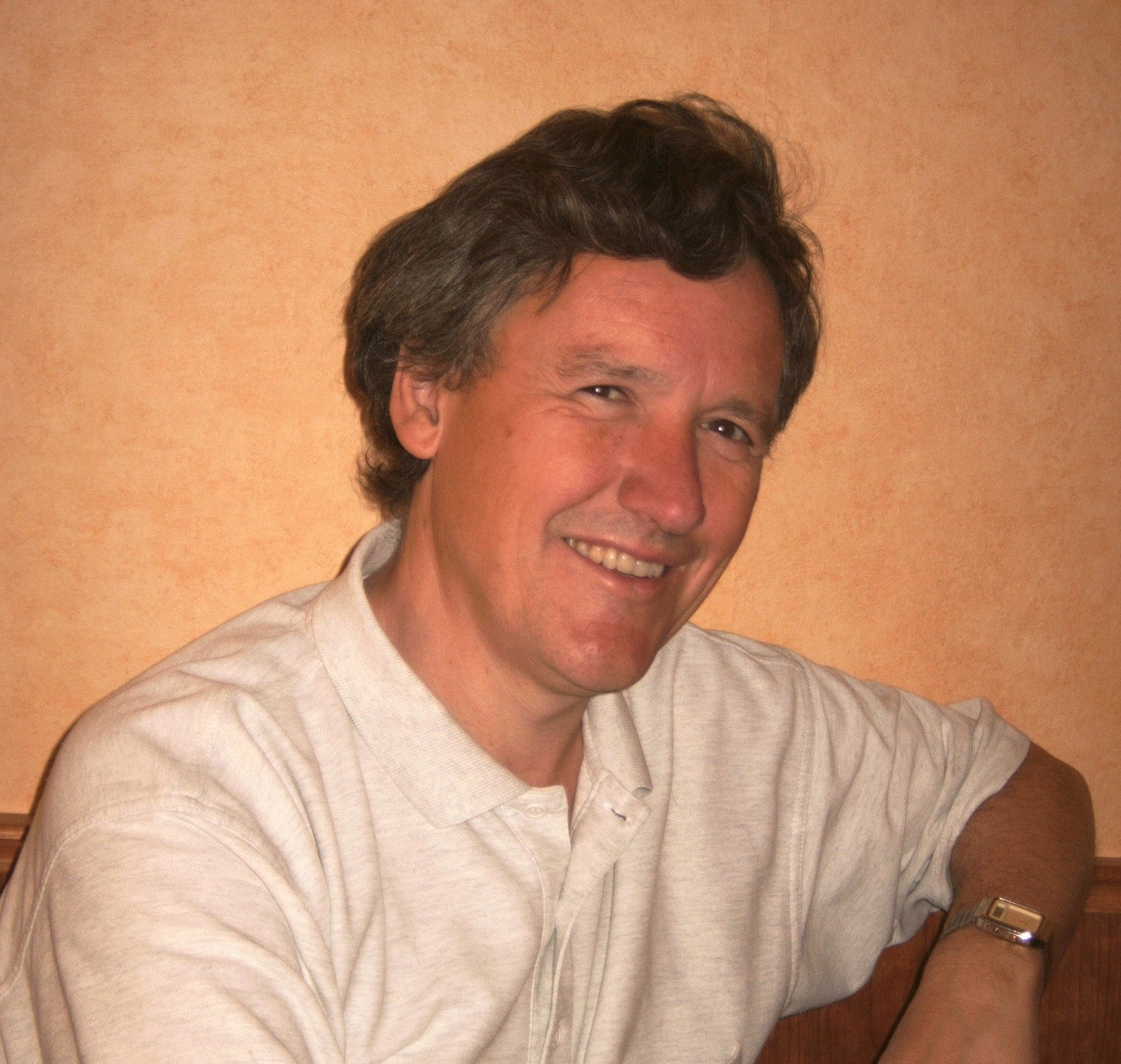
Andreas Aigmüller (2004)

Andreas Aigmüller (* 9. November 1952 in Magdeburg) ist ein deutsch-österreichischer Musiker und Komponist.

## Leben
Andreas Aigmüller stammt aus einer Musikerfamilie und studierte von 1969 bis 1974 im Fach Pauke und Schlagzeug an der Hochschule für Musik „Hanns Eisler“ Berlin. Während des Studiums beschäftigte er sich intensiv mit der Jazzmusik und arbeitete mit namhaften Jazzmusikern zusammen. Von 1974 bis 1978 war er Solopauker im Philharmonischen Orchester Rostock. Er absolvierte gleichzeitig ein Kompositionsstudium an der Hochschule für Musik in Berlin. Andreas Aigmüller war Gründungsmitglied eines Schlagzeug-Klavier-Duos (1977) "percussion & piano" (Armin Thalheim-Klavier) sowie des Ensembles „Orgel & Percussion“ (1977)(Christian Collum - Orgel) und damit Vor- und Wegbereiter des Solo Schlagwerks im Konzertsaal , sowie Rundfunk und TV Produktionen in ganz Deutschland.
Während seiner Tätigkeit als Solo-Pauker der Staatskapelle Berlin (von 1978 bis 1985) und als Komponist führten ihn Konzertreisen in viele Musikzentren im In- und Ausland.
Als Meisterschüler von Siegfried Matthus studierte er zwei Jahre an der Akademie der Künste der ehemaligen DDR. Im Jahr 1985 zog er nach Salzburg und wurde als Solo-Pauker an das Mozarteum-Orchester Salzburg engagiert.
In dieser Zeit viele Gastspiele als Solo-Pauker auch in anderen Orchestern, wie der
Staatskapelle Berlin, BR Symphonie Orchester München, Festspielorchester Ansbach , Camerata Academica Salzburg,
Essener Philharmoniker , Staatstheater Augsburg, Deutsches Symphonie Orchester Berlin, Dresdner Philharmoniker, Staatskapelle Dresden, Philharmonie Salzburg, Bad Reichenhaller Philharmoniker und von 2013 bis 2024 an der Bayerischen Staatsoper München.
Von 1989 bis 1991 erweiterte er seine Kenntnisse durch ein Dirigier-Studium bei Otmar Suitner in Wien.

## Auszeichnungen
- 1981 erhielt er einen Preis beim internationalen Gaudeamus-Interpreten-Wettbewerb für zeitgenössische Musik in Rotterdam.
- 1982 den Kulturpreis der Stadt Reinbek.
- 1983 eine Auszeichnung der Musikfestspiele Dresden.
- Die Republik Österreich zeichnete ihn später mehrmals mit einem Staatsstipendium für Komponisten aus.

## Pressekritik
Auszüge aus Pressestimmen:
- „[…] Aigmüller ist kein verbiesterter Klangtüftler, eher schon ein unbekümmerter Conferencier, der mit melodischen Floskeln und rhythmischen Versatzstücken jongliert. Sein Idiom bewegt sich irgendwo zwischen Mahler und Strawinsky, zwischen Bernstein, Jazz und Bolero. […]“[3]
- „[…] Von Laien wird die Rolle des Paukisten im Orchester meist unterschätzt. Er muss sehr genau auf Klangfarben hören und Sinn für Lautstärke-Proportionen entwickeln. Wenn nun ein Paukist die Fronten wechselt und komponiert – so wie Andreas Aigmüller, Mitglied des Mozarteum-Orchesters – wird diese handwerkliche Intimkenntnis greifbar. Da tauchen Instrumenten-Kombinationen auf, die einem Komponisten, der ein Orchester vor allem aus der Zuhörer-Perspektive einschätzt, kaum einfallen würden. […]“[4]
- „[…] Er ist ein Meister der Instrumentation. […]“[5]
- „[…] In Berlin ausgebildet, sieben Jahre Solo-Pauker der Staatskapelle Berlin, seit 1985 in Salzburg, schrieb Andreas Aigmüller Werke für Musik-, Sprech- und Tanztheater, für Orchester und Kammermusik. Er formuliert seine Gedanken in einer die ausführenden Musiker und die Hörer anregenden Orchestersprache. […]“[6]

## Werke (Auswahl)
Das Werkverzeichnis Andreas Aigmüllers umfasst Kompositionen verschiedener Genres wie Film, Schauspiel, Ballet, Kammer- und Ensemblemusik, sowie sinfonische Werke, eine Oper und ein Tanz-Schau-Spiel, eine Kombination aus Ballet, Schauspiel und Musical. Seine Werke wurden unter anderem durch die Berliner Philharmoniker, die Staatskapelle Berlin, an der Leipziger Oper, zu den Kleist-Festspielen in Frankfurt (Oder), vom Mozarteum-Orchester Salzburg, dem Staatsorchester Frankfurt/Oder, der Philharmonica Hungaria sowie der Staatskapelle Weimar aufgeführt.

### Ensemblemusik
- Toccata – für vier Pauken und Klavier, op. 12 (1974)[7]
- Kammermusik I – Liebeslied für Singstimme und neun Instrumente, op. 16 (1975)[7]
- Fantasie und Fuge – für Violine und Klavier, op. 15 (1975)[7]
- Kontraste für zwei Musiker – für Schlagzeug und Klavier, op. 18 (1976)[7]
- Kammermusik – für Fagott und Streichquintett, op. 19 (1976)[7]
- Eine kleine Suite – für Schlagzeug und Klavier, op. 20 (1977)[7]
- Teotihuacan – für Aztekenflöte und zwei Schlagzeuger, op. 25 (1978)[7]
- Free sound for two – für Schlagzeug und Klavier, op. 24 (1978)[7]
- Kammermusik IIIa, op. 32 (1980)[7]
- "Streichquartett" op. 36 (1982)
- Duett – für Flöte und Harfe op. 52 (1988)[7]
- Kammermusik VI – Trio für Tuba, Schlagzeug und Klavier op. 54 (1989)[7]
- "Fagottquartett" op. 55 (1989)
- Dialog – für Mandoline und Harfe (für Ulrike Eckardt), auch als Bearbeitung für Mandoline und Gitarre, op. 60 (1990)[7]
- Bassarimba – Duett für Kontrabass und Marimbaphon, op. 68 (1995)[7]
- Trio-Sono – für Flöte und zwei Percussionisten, op. 72 (1998)[7]
- Sant Mat – ein Suchender zwischen den Welten, für Violine und Klavier op. 74 (2000)[7]
- Eine kleine Blechmusik – Variation für Brass-Quintett frei nach einem Thema von W.A. Mozart, op. 75 (2000)[7]
- Marimbach-Quartett – Homage an Bach in Weimar, op. 76 (2000)[7]
- "Duett für Tuba und Percussion" op. 79 (2003)

### Orchestermusik
- Doppelkonzert – für Percussion & Piano und Orchester, op. 33 (1981)[7]
- "Erinnerung an einen Planeten" - für Großes Orchester, op. 34/35 (1981)
- Giuramento – (Beschwörung). Musik für großes Orchester, op. 38 (1983)[7]
- Musik für Streichorchester – Gedanken, nicht nur über Mozart, op. 61 (1991)[7]
- Konzert für Fagott und Orchester, op. 69 (1995)[7]
- Il Tempo die Cambiamento – Zeit der Veränderung, op. 70 (1996)[7]
- Aqua-Tonie – Projekt Goldisthal – Der Mensch im Kräftespiel zwischen Natur und Technik, op. 78 (2001)[7]
- Timpanissimo – Konzert für Pauken und Orchester, op. 80 (2004)[7]
- "Im Wirkungskreis Sarastros" - Musik für Orchester und Marimba Solo (Martin Grubinger) op. 81 (2005) anlässlich des Mozartjahres 2006 in Salzburg
- "Konzert für Klarinette und Orchester" op. 85 (2021)

### Bühnenmusik
- "Don Quichotte" - Ballett in 5 Bildern von Dietmar Seyffert für das Opernhaus Leipzig op. 41 (1984)
- "Oblomow" große Oper in vier Akten op. 47 (1986/89)
- Leben des Galilei – Musik zum gleichnamigen Schauspiel von Bertolt Brecht, op. 56 (1990)[7]
- Mutter Courage und ihre Kinder – Schauspielmusik (Bertolt Brecht) (1992)[7]
- Der eingebildete Kranke – Schauspielmusik (Molière) (1993)[7]
- "Kleistiana" - Tanzschauspiel von Dietmar Seyffert op. 66 (1993) für die Kleist Festspiele Frankfurt/Oder
- "Häschen Hoppel" (Bunny Tales) - Dancical Ballett für Kinder op. 71 (1997) für das Opernhaus Gera

### Filmmusik
- Der Naumburger Meister – Filmmusik für großes Orchester, op. 23 (1978)[7][2]
- Junge Leute in der Stadt – Filmmusik für großes Orchester, op. 46 (1985)[7][2]
- Der Eisenhans – Filmmusik für Kammerorchester, op. 49 (1987)[7][2]
- Es begann in Berlin (Dokumentarfilm, 1987)
- Die Mauerbrockenbande – Musik zur ZDF-Produktion, op. 57 (1990)[7]